# Pingelap (langue)
Cet article concerne la langue pingelap. Pour l'île de Pingelap, voir Pingelap.
Le pingelap est une langue micronésienne parlée sur l'île de Pingelap, au centre-est de l’État de Pohnpei aux États fédérés de Micronésie. Il est parlé par 3 000 locuteurs environ, dont 2 000 à Pohnpei et 500 à Pingelap, mais également à Guam et aux États-Unis. Il est proche à 81 % avec le pohnpei et à 79 % avec le mokil.